# Resentment (canción de Kesha)
«Resentment» es una canción de la cantante estadounidense Kesha en colaboración con Brian Wilson, Sturgill Simpson y Wrabel. Se lanzó como el tercer sencillo de su cuarto álbum de estudio High Road el 12 de diciembre de 2019. La pista fue escrita por la cantante junto a Jamie Floyd, Madi Diaz y Wrabel.

## Antecedentes y promoción
El 12 de diciembre, Kesha publicó sobre el próximo lanzamiento de una nueva canción titulada «Resentment». En la publicación, declaró que «se ha estado muriendo por compartir esta canción increíblemente especial». Más tarde ese día, ella describió brevemente la realización de la canción. Describió a Brian Wilson como «uno de mis héroes musicales personales», dijo que tenía «todo el respeto del mundo» por Sturgill Simpson y describió a Wrabel como un «compositor increíblemente talentoso».

## Composición
«Resentment» fue escrita por Kesha, Wrabel (quien también aparece en la canción) Jamie Floyd y Madi Diaz, mientras que su producción fue realizada por John Hill, quien también coprodujo las dos canciones lanzadas anteriormente de High Road. La canción es una balada acústica country. La letra de la canción habla de una relación tóxica, con letras como «No te odio, cariño, es peor que eso / Porque me lastimas y no reacciono».  Kesha describió el sentimiento de resentimiento como «una emoción tan poderosa y destructiva, en mi experiencia, es más compleja que el odio o la ira».

## Vídeo musical
El video musical de «Resentment» se estrenó el mismo día que la canción. Fue publicada combinada con un filtro VHS, donde muestra a la cantante «rompiendo y confrontando a sus demonios internos en una habitación de hotel, mientras la canción suena sobre ella».

## Historial de lanzamiento
| País      | Fecha                   | Formato                     | Discográfica    | Ref    |
| --------- | ----------------------- | --------------------------- | --------------- | ------ |
| Varios    | 12 de diciembre de 2019 | Descarga digital, Streaming | Kemosabe, RCA   | [ 15 ] |
| Australia | 13 de diciembre de 2019 | Contemporary hit radio      | Sony Music, RCA | [ 16 ] |